# JVC 켄우드

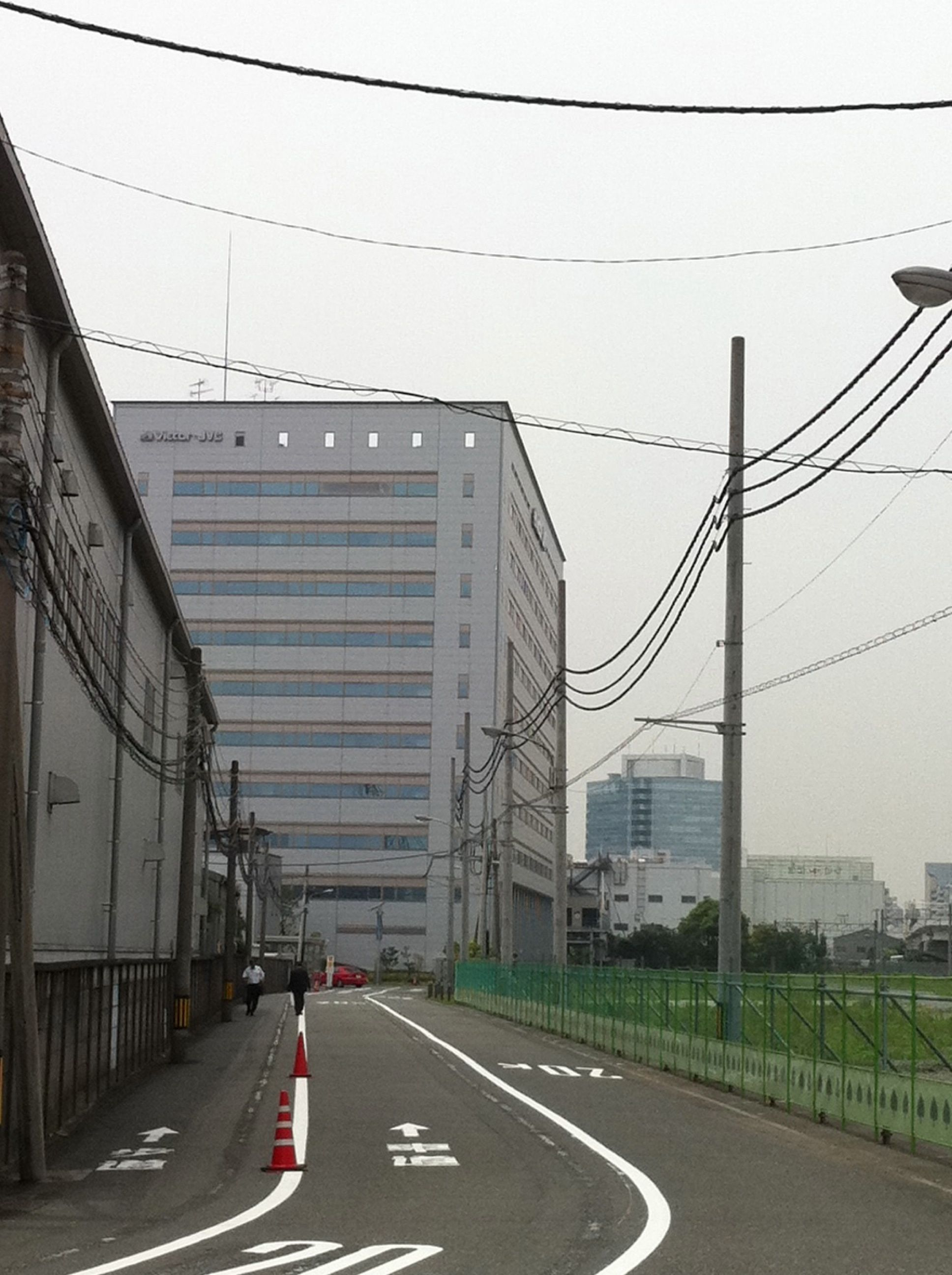
JVCKENWOOD 본사 일본 요코하마

JVC 켄우드(JVC Kenwood Corp., JVC)는 일본 요코하마에 본사를 둔 영국, 미국 및 중국 등에 지사를 갖고 있는 다국적 전자 회사이다. 그것은 2008년 10월 1일에 Victor Company of Japan, Ltd와 Kenwood Corporation의 합병으로 설립되었다.

## 역사
2008년 10월 1일, JVC와 Kenwood는 공동 지주 회사 설립(주식 양도)을 통해 경영진을 통합하기로 합의하고 서명했다. 공동 지주 회사는 "JVC KENWOOD Holdings, Inc."로 지명되었다. JVCKENWOOD는 2010년 5월 31일 월요일에 일본에서 캠코더 생산을 2011년 3월까지 중단하고 손실을 줄이기 위해 해외 생산을 변경한다고 발표했다. 2011년 8월 1일, "JVC KENWOOD Holdings, Inc." "JVC KENWOOD Corporation"으로 변경되었으며 JVC 및 Kenwood 자회사에 대해 흡수 합병이 완료되었다. 이것은 공식적으로 2개의 분리된 회사를 끝냈다. 2014년 3월 25일, JVCKENWOOD는 공공 기관용 디지털 라디오인 "P25 북미 공공 안전 및 전문 LMR 시스템 시장 점유율을 높이기 위해"EF Johnson Technologies의 100% 소유권을 획득했다. EF Johnson은 JVC Kenwood이 전액 출자 한 자회사가 되었다.

## 개요
Kenwood의 Haruo Kawahara는 지주 회사의 회장이었고 JVC 사토 Kunihiko 사장은 회사의 회장이었다. JVCKENWOOD Corporation은 자동차 및 가전 제품, 전 세계 가전 시장을 위한 무선 시스템, 전문 방송, CCTV 및 디지털 및 아날로그 양방향 무선 장비 및 시스템에 중점을 둔 회사이다. 총 3개의 자회사가 있는데 EF Johnson Technologies - 멀티 밴드 휴대용 라디오 회사이며, ZETRON - 업무상 중요한 통신 솔루션 제공 업체이고, Victor Entertainment - 음악, 영화 및 기타 엔터테인먼트 제품 배포하는 회사이다.

## 같이 보기
- JVC
- 켄우드
- Zetron